# 신유원
신유원(申有源, 1993년 6월 3일 ~ )은 전 KBO 리그 넥센 히어로즈의 투수이다.

## 출신 학교
- 서울삼일초등학교
- 평촌중학교
- 야탑고등학교